# Varga Pál (grafikus)
Varga Pál (Újpest, 1937 –) magyar grafikus, bélyegtervező.

## Életpályája
Rákospalotán nevelkedett, ahol családja gazdálkodással foglalkozott a Szilas-patak környékén. Grafikusként többféle területen dolgozott, készített reklámgrafikákat, mesekönyv-illusztrációkat és borítókat a Galaktika folyóirat részére. Az 1970-es évektől elsősorban bélyegtervezéssel foglalkozott, számos bélyegtervet készített a Magyar Posta megbízásából. A legtöbb alkotása a természetvédelem és a technika tárgykörében született.
80. születésnapját egy kiállítással ünnepelte meg 2018-ban a Szent István Bélyeggyűjtő Kör a Csokonai Művelődési Házban.
A legutolsó bélyegét 2008-ban tervezte meg. Visszavonultan él, főleg akvarelleket fest.

## Díjai, elismerései
- a Magyar Posta Művészeti díja (3 alkalommal)
- "Az év legszebb bélyege" (7 alkalommal)

## Főbb bélyegtervei
- 1966/67 -  Repülő (sorozat, 13 érték)
- 1969 - 100 éves a Magyar Állami Földtani Intézet (sorozat, 8 érték)
- 1973 - Katona bélyeggyűjtők nemzetközi kiállítása (szelvényes emlékbélyeg)
- 1977 - Szputnyiktól  - Vikingig (sorozat, 6 érték)
- 1977 - Szputnyiktól  - Vikingig (blokk)
- 1977 - Rheumatológiai világév (emlékbélyeg)
- 1978 - Fantasztikum az űrkutatásban (sorozat, 7 érték)
- 1978 - Fantasztikum az űrkutatásban (ú.n. "Verne"-blokk)
- 1979 - A vasút fejlődése (sorozat, 7 érték)
- 1979 - Európa vasútjai (blokk)
- 1979 - Olimpia (Lake Placid) (sorozat, 6 érték)
- 1979 - Olimpia (Lake Placid) (blokk)
- 1980 - Védett vízimadarak (sorozat 6 érték)
- 1980 - Védett vízimadarak (blokk)
- 1981 - Zeppelin híres repülések (sorozat, 8 érték)
- 1981 - Zeppelin híres repülések (blokk)
- 1981 - Ifjúság (emlékbélyeg)
- 1981 - G. Stephenson (emlékbélyeg)
- 1981 - 450 éves a Pápai Kollégium (emlékbélyeg)
- 1982 - X. Szakszervezeti Világkongresszus (emlékbélyeg)
- 1982 - Robert Koch (emlékbélyeg)
- 1982 - 25 éves az űrkutatás (sorozat, 7 érték)
- 1982 - Rubiok-kocka világbajnokság (emlékbélyeg)
- 1982 - Haematológiai Világkongresszus (emlékbélyeg)
- 1982 - 800 éves a zirci apátság (emlékbélyeg)
- 1983 - Hírközlési Világév (sorozat, 6 érték)
- 1983 - Hírközlési Világév (blokk)
- 1983 - Gyógy- és üdülőhelyek (sorozat, 6 érték)
- 1985 - 90 éves a Magyar Olimpiai Bizottság (blokk)
- 1985 - Zeneszerzők (sorozat, 6 érték)
- 1986 - Halley-üstökös (sorozat, 6 érték)
- 1986 - In memoriam Chgallenger (blokk)
- 1986 - Mérgező gombák (sorozat, 6 érték)
- 1987 - Akváriumi díszhalak (sorozat, 6 érték)
- 1987 - Antarktiszkutatás (sorozat, 6 érték)
- 1987 - Antarktiszkutatás (blokk)
- 1988 - 100 éves született Ferdinand von Zeppelin (Szöul) (sorozat, 4 érték)
- 1988 - Olimpia (Szöul) (sorozat, 4 érték)
- 1988 - Olimpia (Szöul) (blokk)
- 1988 - Récék (sorozat, 5 érték)
- 1988 - Récék (blokk)
- 1988 - Repüléstörténet (sorozat, 5 érték)
- 1988 - XXIV. Nyári Olimpiai Játékok magyar érmesei (blokk)
- 1989 - 2. Fedettpályás atlétikai világbajnokság (emlékbélyeg)
- 1989 - 200 éves a bábolnai ménes (sorozat, 3 érték)
- 1989 - Hüllők (sorozat, 5 érték)
- 1990 - 150 éves a takarékpénztári mozgalom (emlékbélyeg)
- 1990 - Védett madaraink (sorozat, 6 érték)
- 1990 - Magyar borvidékek (sorozat, 6 érték)
- 1990 - Pro Philatelia (blokk)
- 1991 - Európa az űrben (sorozat, 2 érték)
- 1991 - Amerikai felfedezésének 500. évfordulója (sorozat, 5 érték)
- 1991 - Amerikai felfedezésének 500. évfordulója (blokk)
- 1991 - Emberi jogok (emlékbélyeg)
- 1991 - Pro Philatelia (blokk)
- 1992 - Piarista rend 300 éve Magyarországon (emlékbélyeg)
- 1992 - Férfi tornász EB - Budapest (emlékbélyeg)
- 1992 - Természet- és környezetvédelem (sorozat, 4 érték)
- 1993 - 100 éves a Magyar Evezős Szövetség (emlékbélyeg)
- 1993 - Moto-cross VB (emlékbélyeg)
- 1993 - Ehető gombák (sorozat, 3 érték)

## Egyéni kiállítása
2001. december  5-től 2002. május 31-ig , amely bemutatta  művész által tervezett 266 magyar bélyeget, valamint azok eredeti grafikáit helyezte középpontba, tematikus rendezőelvet követve. A kiállítás Varga Pál akvarelljeit és olajképeit is bemutatta. 